# Yaqut al-Mustaʿsimi

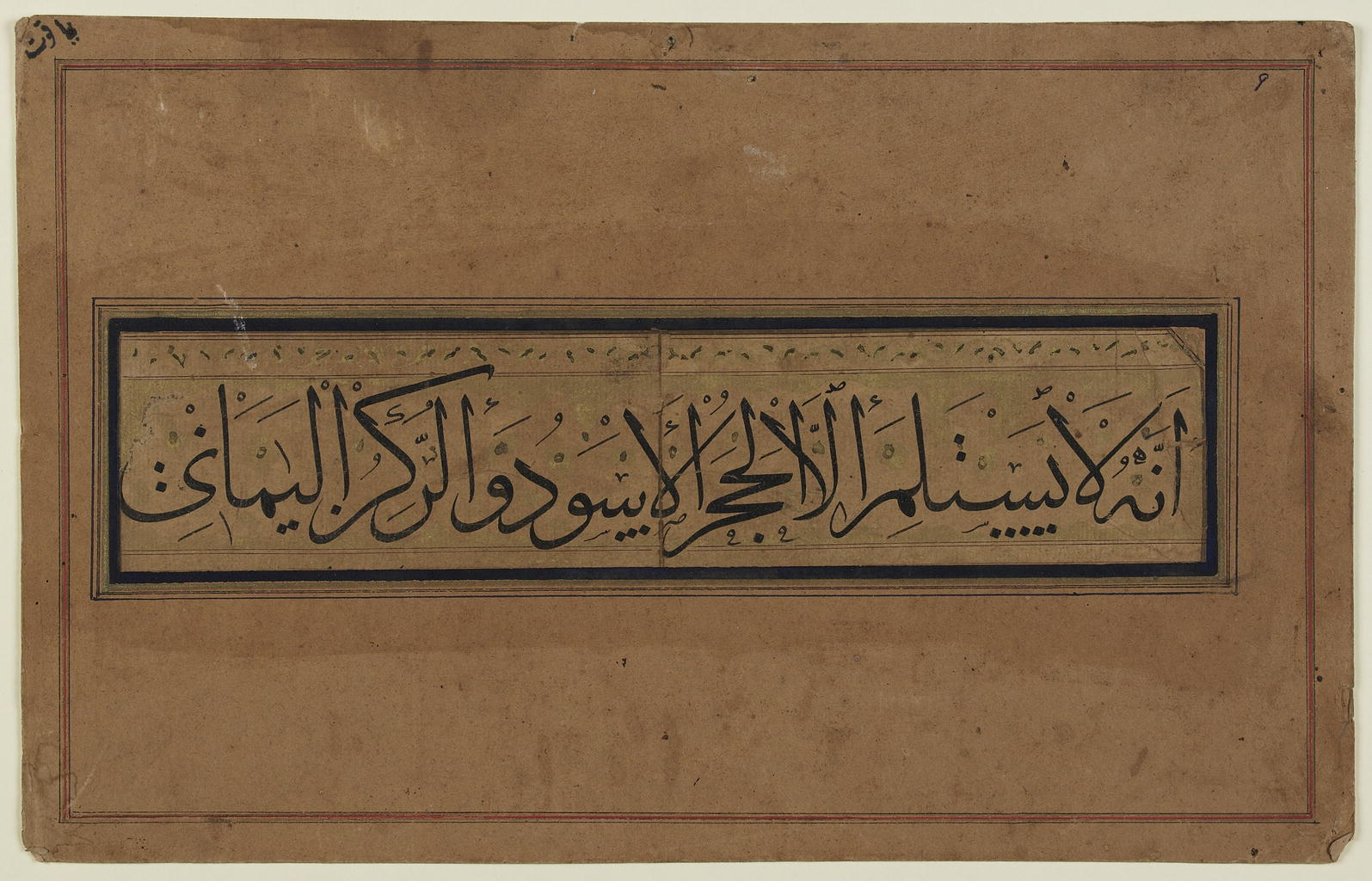
al-Mustaʿsimi zugeschriebene Kalligrafie in der Thuluth-Schrift

Yaqut al-Mustaʿsimi (arabisch ياقوت المستعصمي, DMG Yāqūt al-Mustaʿṣimī; eigentlich Abu l-Madschd Dschamal ad-Din Yaqut bin ʿAbd Allah al-Mustaʿsimi; * in Amasya; † um 1298 in Bagdad) war ein arabischer Kalligraf.

## Leben
Die Nisba „al-Mustaʿsimi“ erhielt er von dem letzten Abbasiden-Kalifen al-Musta'sim bi-'llah, der ihn im Kindesalter als Diener erwarb und großziehen und ausbilden ließ. Die Herkunft von Yaqut al-Mustaʿsimi ist unklar. Möglicherweise war er türkischer oder rhomäischer Herkunft aus Amasya. Eine Überlieferung von Qadi Ahmad zufolge war Yaqut äthiopischer Herkunft.
Yaqut verbrachte fast sein gesamtes leben in Bagdad. Unter den Abbasiden arbeitet er als Bibliothekar in der Mustansiriyya-Madrasa. Die Eroberung Bagdads durch die Mongolen überstand er, indem er sich in einem Minaret versteckte. Später erwarb Yaqut die Gunst des Wazirs Schams ad-Din al-Dschuwaini.

## Rezeption
Rafik Schami erwähnt Yakut al-Musta’simi in seinem Roman Das Geheimnis des Kalligraphen (2008), wo dieser als Gründer eines Geheimbundes erwähnt wird und sich als Schüler Ibn Muqlas bezeichnet.